# Фабиана
Фабиана (лат. Fabiana) — род деревянистых растений семейства Паслёновые (Solanaceae), распространённых в Южной Америке.
Род назван в честь испанского епископа и любителя ботаники Франсиско Фабиана-и-Фуэро.

## Описание
Вечнозелёные кустарники. Листья чешуевидные, вересковидные, налегающие друг на друга.
Цветки многочисленные, конечные, густо расположены вдоль концов коротких боковых побегов. Чашечка 5-зубчатая, трубчато-колокольчатая. Венчик белый, 1 см длиной; отгиб мясистый, почти цельный или лопастной, доли округлые, отогнутые; трубка удлиненная, внизу узкая, вверху коническая, расширенная или вздутая. Тычинок 5, прикреплены к трубке венчика ниже середины. Завязь двухгнездная. Плод — продолговатая, двухгнёздная коробочка.

## Виды
По информации базы данных The Plant List, род включает 15 видов:
- Fabiana bryoides Phil.
- Fabiana densa Remy
- Fabiana denudata Miers
- Fabiana deserticola Reiche
- Fabiana fiebrigii Scolnick ex S.C.Arroyo
- Fabiana foliosa (Speg.) S.C.Arroyo
- Fabiana friesii Dammer
- Fabiana imbricata Ruiz & Pav. — Фабиана черепитчатая
- Fabiana nana (Speg.) S.C.Arroyo
- Fabiana patagonica Speg.
- Fabiana peckii Niederl.
- Fabiana punensis S.C.Arroyo
- Fabiana squamata Phil.
- Fabiana stephanii Hunz. & Barboza
- Fabiana viscosa Hook. & Arn.